# Terricola bavaricus
Microtus (Terricola) bavaricus (норик баварський) — вид гризунів родини Щурові (Arvicolinae), представник роду Норик (Terricola) триби Arvicolini.

## Поширення
Поширений з австрійських, італійських і баварських Альпах. Мешкає на вологих луках на висоті 600–1000 метрів. Є лише 23 музейні екземпляри цього виду.
Цей гризун був раніше відомий тільки з однієї місцевості в Баварії, Німеччина, яка з тих пір забудована.

## З історії визнання
Ці гризуни не були зареєстровані після 1962 р., і вид вважався вимерлим. Тим не менше, популяція цього виду була виявлена в 2000 р. в Північному Тіролі (Австрія). Їхній видовий статус був підтверджений генетичними дослідженнями. Необхідні подальші дослідження, щоб визначити розмір і ареал популяції, а також уточнення щодо статусу за критеріями МСОП.

## Таксономія
Вид належить до групи Terricola «multiplex» (надвид multiplex s. lato). Ця гіпотеза підтверджена пізнішими генетичними дослідженнями.

## Ресурси Інтернету
- The Extinction Website, published by Peter Maas
- IUCN Red List of Threatened Species: Microtus bavaricus [Архівовано 15 грудня 2005 у Wayback Machine.], published by Peter Maas

| Панда | Це незавершена стаття з теріології. Ви можете допомогти проєкту, виправивши або дописавши її. |